# Hiroki Miyazawa
Hiroki Miyazawa (født 28. juni 1989) er en japansk fodboldspiller.
Han har spillet for flere forskellige klubber i sin karriere, herunder Hokkaido Consadole Sapporo.